# Ferrovia a levitazione
Le ferrovie a levitazione sono quei sistemi ferroviari in cui si elimina, con diverse tecniche, il contatto meccanico tra il treno e la via di corsa, al fine di eliminarne l'attrito e quindi la resistenza all'avanzamento; ciò consente di raggiungere velocità maggiori.
Per ottenere la "levitazione" del treno, sono stati sviluppati due sistemi: la levitazione magnetica, e la levitazione aerodinamica.
Mancando un contatto con il suolo, i treni a levitazione devono ricorrere a sistemi di propulsione che non richiedano la trasmissione meccanica del moto: a seconda del progetto, si è ricorsi alle eliche di tipo aeronautico, ai motori a reazione o al motore elettrico lineare.

## Levitazione magnetica
Nelle ferrovie a levitazione magnetica la sospensione si attua contrastando la forza di gravità mediante campi magnetici. A seconda del metodo con cui sono ottenuti questi campi, le ferrovie a levitazione si classificano loro volta in:
- Sospensione elettromagnetica (EMS);
- Sospensione elettrodinamica (EDS).

Nella prima la levitazione è ottenuta grazie a forze attrattive tra i componenti del veicolo e della rotaia, agendo dal basso sollevando le vetture.
Rientrano in questa categoria il maglev ad alta velocità tedesco Transrapid e il sistema giapponese HSST (Linimo).
Nel secondo caso invece la levitazione è ottenuta con forze repulsive tra la rotaia e il veicolo, queste si creano in conseguenza di correnti indotte dalla variazione di flusso di un primo campo magnetico in conseguenza del movimento del veicolo: tali correnti generano a loro volta un secondo campo magnetico che per la legge di Lenz si oppone al primo dando luogo alle forze repulsive che sollevano il veicolo.
Appartengono a questa categoria il maglev giapponese JR-Maglev e il sistema Inductrack.

## Levitazione aerodinamica
I sistemi a levitazione aerodinamica sono quelli in cui si sfruttano fenomeni aerodinamici per attuare la sospensione del veicolo, e sono di due tipi:
- Per sostentazione aerodinamica: sono i cosiddetti treni ad effetto suolo. I veicoli sono sospesi mediante effetto suolo. I veicoli sono dotati di piani alari la cui portanza causa il sollevamento del treno. I veicoli sono in pratica delle aerodine a sostentazione aerodinamica; perché avvenga la levitazione è necessario quindi che il treno si muova ad una velocità sufficiente a generare portanza aerodinamica, al di sotto della quale deve muoversi su normali ruote.
- Per reazione diretta: si tratta della ferrovia a levitazione su cuscinetto d'aria, in cui i veicoli sono sostentati da un "cuscino d'aria" analogamente agli aeroscivolanti (o "Hovercraft"). I veicoli sono in pratica delle aerodine a sostentazione per reazione diretta dove la levitazione è generata dalla massa d'aria spostata dai motori. Non essendo necessario il moto relativo del veicolo per sostentare il treno, questo può muoversi, partire e fermarsi senza che vi sia contatto con la via di corsa.